# 二輪明宏
二輪 明宏（にわ あきひろ、本名：大和 衛（やまと まもる）、1966年6月25日 - 2020年7月12日）は、日本のものまね芸人。山口県田布施町出身。ジンセイプロ所属。
以前は「山一二三」、「大和衛」の芸名で活動していた。前職は自衛隊のミサイル部隊に所属していた。
2020年7月12日、高尾山で滑落して死去。54歳没。

## ものまねレパートリー
- 美輪明宏
- 氷川きよし
- 大泉洋

## 出演番組

### バラエティ
- インパクト! (フジテレビジョン)
- エンタの神様 (日本テレビ系) - キャッチコピーは「魔界からの物の怪」初登場ながらCMまたぎだった。
- 草野キッド (テレビ朝日)
- ヤレデキ世界大挑戦(TBSテレビ)
- 白黒アンジャッシュ (千葉テレビ)

### Vシネマ
- サワリーマン金太郎
- 新任女教師物語
- 新痴漢電車シリーズ
- みこすり小劇場

### 劇場版アニメ
- マイマイ新子と千年の魔法